# Priaranza del Bierzo
Priaranza del Bierzo est une commune d'Espagne dans la province de León, communauté autonome de Castille-et-León. Elle s'étend sur 33,69 km2 et comptait environ 802 habitants en 2015.
La ville est située sur le Camino de Invierno, un des chemins secondaire du pèlerinage de Saint-Jacques-de-Compostelle qui commence à Ponferrada.